# Air Armenia
Air Armenia – nieistniejąca armeńska linia lotnicza z siedzibą w Erywaniu.